# Кріс Смоллінг
Крістофер Ллойд «Кріс» Смолінг (англ. Christopher Lloyd "Chris" Smalling, нар. 22 листопада 1989, Гринвіч, Лондон, Англія) — англійський футболіст, захисник італійського клубу «Рома». Грав за збірну Англії.

## Клубна кар'єра

### «Мейдстон Юнайтед»
Народився у Гринвічі, Лондон. Почав грати у футбол в 9 років. Вступив до молодіжного складу «Мейдстон Юнайтед».

### «Фулгем»
30 квітня 2008 підписав дворічний контракт з «Мідлсбро». Однак протягом місяця після підписання, його контракт з клубом був скасований. У червні 2008 підписав угоду з «Фулгемом». У своєму другому сезоні в Лондоні почав підпускатися до складу основної команди клубу.

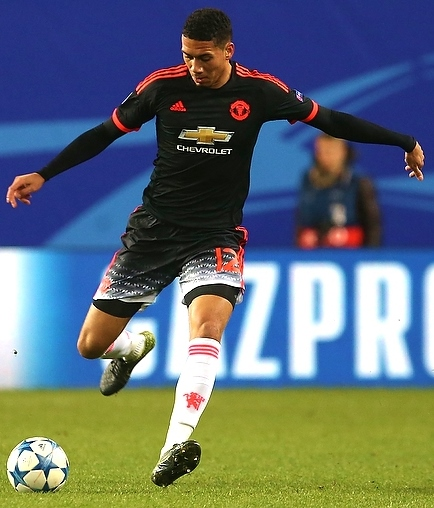
Кріс Смоллінг під час виступів за «Манчестер Юнайтед». 2015 рік.

### «Манчестер Юнайтед»
27 січня 2010 року про купівлю Смоллінга за неоголошену суму оголосив «Манчестер Юнайтед».
Після того, як молодий гравець показав себе надійним дублером Ріо Фердінанда і Неманьї Видича, підписав новий контракт з Юнайтед до сезону 2015—2016. Починаючи з сезону 2013/14 став однією з основних опцій тренерського штабу у захисті команди. Загалом протягом дев'яти сезонів, проведених у Манчестері, взяв участь у 323 матчах команди в усіх турнірах.

### «Рома»
30 серпня 2019 року став на умовах оренди гравцем італійської «Роми». 5 жовтня 2020 року підписав повноцінний контракт з «Ромою» на три роки. 2022 року Смоллінг допоміг команді виграти дебютний розіграш Ліги конференцій, зігравши в тому числі і у фінальному матчі проти «Феєнорда» (1:0), за результатами якого був визнаний найкращим гравцем.

## Кар'єра у збірній
2009 року провів одну гру у складі юнацької збірної Англії (U-20).
Протягом 2009—2011 років залучався до складу молодіжної збірної Англії. На молодіжному рівні зіграв у 14 офіційних матчах, забив 1 гол.
13 листопада 2010 року Смолінг був викликаний до національної збірної країни на товариський матч проти Франції, але залишився на лавці запасних. Дебютував за головну команду країну гравцю довелося чекати майже рік, до вересня 2011 року, після чого виступи за збірну стали регулярними.
2014 року провів одну гру на тогорічному чемпіонаті світу. Також був учасником Євро-2016, на якому вже був основним захисником команди, взявши участь у чотирьох з п'яти її іграх на турнірі, який неочікувано для англійців завершився на стадії чвертьфіналів поразкою від збірної Ісландії.

## Статистика виступів

### Статистика клубних виступів
Станом на 5 травня 2022 року.
| Сезон                         | Команда                       | Чемпіонат                     | Чемпіонат | Чемпіонат | Національний кубок | Національний кубок | Національний кубок | Континентальні кубки | Континентальні кубки | Континентальні кубки | Інші змагання | Інші змагання | Інші змагання | Усього | Усього |
| Сезон                         | Команда                       | Ліга                          | Ігор      | Голів     | Ліга               | Ігор               | Голів              | Ліга                 | Ігор                 | Голів                | Ліга          | Ігор          | Голів         | Ігор   | Голів  |
| ----------------------------- | ----------------------------- | ----------------------------- | --------- | --------- | ------------------ | ------------------ | ------------------ | -------------------- | -------------------- | -------------------- | ------------- | ------------- | ------------- | ------ | ------ |
| 2006–07                       | «Мейдстон Юнайтед»            | ІЛ                            | 0         | 0         | КА+КЛ              | 0+0                | 0                  | -                    | -                    | -                    | ТФА           | 1             | 0             | 1      | 0      |
| 2007–08                       | «Мейдстон Юнайтед»            | ІЛ                            | 12        | 1         | КА+КЛ              | 0+1                | 0                  | -                    | -                    | -                    | ТФА           | 2             | 0             | 15     | 1      |
| Усього за «Мейдстон Юнайтед»  | Усього за «Мейдстон Юнайтед»  | Усього за «Мейдстон Юнайтед»  | 12        | 1         |                    | 1                  | 0                  |                      |                      |                      |               | 3             | 0             | 16     | 1      |
| 2008–09                       | «Фулгем»                      | ПЛ                            | 1         | 0         | КА+КЛ              | 0+0                | 0                  | -                    | -                    | -                    | -             | -             | -             | 1      | 0      |
| 2009–10                       | «Фулгем»                      | ПЛ                            | 12        | 0         | КА+КЛ              | 1+1                | 0                  | ЛЄ                   | 4                    | 0                    | -             | -             | -             | 18     | 0      |
| Усього за «Фулгем»            | Усього за «Фулгем»            | Усього за «Фулгем»            | 13        | 0         |                    | 2                  | 0                  |                      | 4                    | 0                    |               |               |               | 19     | 0      |
| 2010–11                       | «Манчестер Юнайтед»           | ПЛ                            | 16        | 0         | КА+КЛ              | 4+3                | 0+1                | ЛЧ                   | 9                    | 0                    | СА            | 1             | 0             | 33     | 1      |
| 2011–12                       | «Манчестер Юнайтед»           | ПЛ                            | 19        | 1         | КА+КЛ              | 2+1                | 0                  | ЛЧ+ЛЄ                | 4+3                  | 0                    | СА            | 1             | 1             | 30     | 2      |
| 2012–13                       | «Манчестер Юнайтед»           | ПЛ                            | 15        | 0         | КА+КЛ              | 5+0                | 0                  | ЛЧ                   | 2                    | 0                    | -             | -             | -             | 22     | 0      |
| 2013–14                       | «Манчестер Юнайтед»           | ПЛ                            | 25        | 1         | КА+КЛ              | 1+4                | 0                  | ЛЧ                   | 7                    | 1                    | СА            | 1             | 0             | 38     | 2      |
| 2014–15                       | «Манчестер Юнайтед»           | ПЛ                            | 25        | 4         | КА+КЛ              | 4+0                | 0                  | -                    | -                    | -                    | -             | -             | -             | 29     | 4      |
| 2015–16                       | «Манчестер Юнайтед»           | ПЛ                            | 35        | 0         | КА+КЛ              | 7+2                | 1+0                | ЛЧ+ЛЄ                | 8+3                  | 1+0                  | -             | -             | -             | 55     | 2      |
| 2016–17                       | «Манчестер Юнайтед»           | ПЛ                            | 18        | 1         | КА+КЛ              | 4+4                | 1+0                | ЛЄ                   | 10                   | 0                    | СА            | 0             | 0             | 36     | 2      |
| 2017–18                       | «Манчестер Юнайтед»           | ПЛ                            | 29        | 4         | КА+КЛ              | 5+3                | 0                  | ЛЧ                   | 8                    | 0                    | СУ            | 1             | 0             | 46     | 4      |
| 2018–19                       | «Манчестер Юнайтед»           | ПЛ                            | 24        | 1         | КА+КЛ              | 2+0                | 0                  | ЛЧ                   | 8                    | 0                    | -             | -             | -             | 34     | 1      |
| лип.-серп. 2019               | «Манчестер Юнайтед»           | ПЛ                            | 0         | 0         | КА+КЛ              | -                  | -                  | ЛЄ                   | -                    | -                    | -             | -             | -             | 0      | 0      |
| Усього за «Манчестер Юнайтед» | Усього за «Манчестер Юнайтед» | Усього за «Манчестер Юнайтед» | 206       | 12        |                    | 51                 | 3                  |                      | 62                   | 2                    |               | 4             | 1             | 323    | 14     |
| 2019–20                       | «Рома»                        | A                             | 30        | 3         | КІ                 | 2                  | 0                  | ЛЄ                   | 5                    | 0                    | -             | -             | -             | 37     | 3      |
| 2020–21                       | «Рома»                        | A                             | 16        | 0         | КІ                 | 0                  | 0                  | ЛЄ                   | 5                    | 0                    | -             | -             | -             | 21     | 0      |
| 2021–22                       | «Рома»                        | A                             | 25        | 3         | КІ                 | 1                  | 0                  | ЛК                   | 9                    | 1                    | -             | -             | -             | 35     | 4      |
| 2022–23                       | «Рома»                        | А                             | 32        | 3         |                    | 1                  | 0                  | ЛЄ                   | 14                   | 0                    | -             | -             | -             | 47     | 3      |
| 2023–24                       | «Рома»                        | А                             | 3         | 0         |                    |                    |                    |                      |                      |                      |               |               |               | 3      | 0      |
| Усього за «Рому»              | Усього за «Рому»              | Усього за «Рому»              | 71        | 6         |                    | 3                  | 0                  |                      | 19                   | 1                    |               | -             | -             | 143    | 10     |
| Усього за кар'єру             | Усього за кар'єру             | Усього за кар'єру             | 302       | 19        |                    | 56                 | 3                  |                      | 83                   | 3                    |               | 7             | 1             | 453    | 29     |

### Статистика виступів за збірну
| Дата       | Місто         | Господарі  | Результат | Гості      | Турнір                | Голи | Примітки |
| ---------- | ------------- | ---------- | --------- | ---------- | --------------------- | ---- | -------- |
| 2-9-2011   | Софія (місто) | Болгарія   | 0 – 3     | Англія     | Відбір до ЧЄ 2012     | -    |          |
| 6-9-2011   | Лондон        | Англія     | 1 – 0     | Уельс      | Відбір до ЧЄ 2012     | -    |          |
| 29-2-2012  | Лондон        | Англія     | 2 – 3     | Нідерланди | товариський матч      | -    | 64'      |
| 6-2-2013   | Лондон        | Англія     | 2 – 1     | Бразилія   | товариський матч      | -    |          |
| 22-3-2013  | Серравалле    | Сан-Марино | 0 – 8     | Англія     | Відбір до ЧС 2014     | -    |          |
| 26-3-2013  | Подгориця     | Чорногорія | 1 – 1     | Англія     | Відбір до ЧС 2014     | -    |          |
| 15-10-2013 | Лондон        | Англія     | 2 – 0     | Польща     | Відбір до ЧС 2014     | -    |          |
| 15-11-2013 | Лондон        | Англія     | 0 – 2     | Чилі       | товариський матч      | -    | 57' 64'  |
| 19-11-2013 | Лондон        | Англія     | 0 – 1     | Німеччина  | товариський матч      | -    |          |
| 5-3-2014   | Лондон        | Англія     | 1 – 0     | Данія      | товариський матч      | -    |          |
| 30-5-2014  | Лондон        | Англія     | 3 – 0     | Перу       | товариський матч      | -    | 73'      |
| 4-6-2014   | Маямі-Ґарденс | Еквадор    | 2 – 2     | Англія     | товариський матч      | -    |          |
| 24-6-2014  | Белу-Оризонті | Коста-Рика | 0 – 0     | Англія     | ЧС 2014 - 1-й етап    | -    |          |
| 15-11-2014 | Лондон        | Англія     | 3 – 1     | Словенія   | Відбір до ЧЄ 2016     | -    | 89'      |
| 18-11-2014 | Глазго        | Шотландія  | 1 – 3     | Англія     | товариський матч      | -    |          |
| 31-3-2015  | Турин         | Італія     | 1 – 1     | Англія     | товариський матч      | -    | 44'      |
| 7-6-2015   | Дублін        | Ірландія   | 0 – 0     | Англія     | товариський матч      | -    |          |
| 14-6-2015  | Любляна       | Словенія   | 2 – 3     | Англія     | Відбір до ЧЄ 2016     | -    |          |
| 8-9-2015   | Лондон        | Англія     | 2 – 0     | Швейцарія  | Відбір до ЧЄ 2016     | -    | 71'      |
| 9-10-2015  | Лондон        | Англія     | 2 – 0     | Естонія    | Відбір до ЧЄ 2016     | -    |          |
| 13-11-2015 | Аліканте      | Іспанія    | 2 – 0     | Англія     | товариський матч      | -    | 84'      |
| 26-3-2016  | Берлін        | Німеччина  | 2 – 3     | Англія     | товариський матч      | -    |          |
| 29-3-2016  | Лондон        | Англія     | 1 – 2     | Нідерланди | товариський матч      | -    | 70'      |
| 27-5-2016  | Сандерленд    | Англія     | 2 – 1     | Австралія  | товариський матч      | -    | кап.     |
| 2-6-2016   | Лондон        | Англія     | 1 – 0     | Португалія | товариський матч      | 1    |          |
| 11-6-2016  | Марсель       | Англія     | 1 – 1     | Росія      | ЧЄ 2016 - 1-й етап    | -    |          |
| 16-6-2016  | Ланс          | Англія     | 2 – 1     | Уельс      | ЧЄ 2016 - 1-й етап    | -    |          |
| 20-6-2016  | Сент-Етьєн    | Словаччина | 0 – 0     | Англія     | ЧЄ 2016 - 1-й етап    | -    |          |
| 27-6-2016  | Ніцца         | Англія     | 1 – 2     | Ісландія   | ЧЄ 2016 - чвертьфінал | -    |          |
| 22-3-2017  | Дортмунд      | Німеччина  | 1 – 0     | Англія     | товариський матч      | -    | 84'      |
| 10-6-2017  | Глазго        | Шотландія  | 2 – 2     | Англія     | Відбір до ЧС 2018     | -    |          |
| Усього     |               | Матчів     | 31        |            | Голів                 | 1    |          |

## Нагороди

### Командні
«Манчестер Юнайтед»
- Чемпіон Англії (2): 2010-11, 2012-13
- Володар Кубка Англії : 2016
- Володар Кубка Футбольної ліги : 2017
- Суперкубок Англії (4): 2010, 2011, 2013, 2016
- Переможець Ліги Європи УЄФА: 2016–17

«Рома»
- Переможець Ліги конференцій УЄФА: 2021/22

### Індивідуальні
- У символічній збірній молодіжного чемпіонату Європи: 2011[11]
- Гравець року у «Манчестер Юнайтед»: 2015/16[12]

## Особисте життя
У червні 2017 року Смоллінг одружився з моделлю Сем Кук біля озера Комо, Італія.. Пара має сина Лео, який народився в травні 2019 року.